# Vineus Wine Culture Award

Logo

Der VINEUS Wine Culture Award ist ein Publikumspreis in Österreich. Personen, die sich um die österreichische Weinkultur bemühen, werden geehrt. Dieser Preis wurde 2014 zum vierten Mal vergeben. Bis 2013 wurde der Preis von C+C Pfeiffer und havel & petz gemeinsam organisiert – seit 2014 ist Transgourmet (vormals C+C Pfeiffer) mit seinem Getränkefachgroßhandel TRINKWERK alleiniger Veranstalter.

## Die Kategorien
Der Preis wird in sechs verschiedenen Kategorien vergeben:
- Weinhotel
- Weinrestaurant
- Newcomer Winzer
- Trendsetter-Winzer
- Sommellerie
- Lebenswerk

## Die Auswahl der Kandidaten
30–40 Fachleute aus Österreichs Wein- und Genusswelt bringen in fünf Kategorien (Sommellerie, Lebenswerk, Weinhotel, Weinrestaurant, Trendsetter-Winzer) jeweils drei Kandidaten ein und vergeben Punkte. Die 3 höchstgereihten Kandidaten je Kategorie kommen ins Finale zur Publikumsbewertung. Gibt es keine klaren Favoriten, kommen die Bestbewerteten in ein nochmaliges Experten-Ranking. In den Kategorien Lebenswerk, Trendsetter-Winzer und Sommellerie reichen die Expertenpunkte, hier gewinnt der/die jeweils Bestgereihte den VINEUS.
Für die Kategorie Newcomer-Winzer läuft eine Ausschreibung. Die eingereichten Weine der potentiellen Kandidaten werden von einer unabhängigen Fachjury verkostet. Die drei besten Winzer stellen sich in der Folge der Publikumswahl. Ausschlaggebend für die Einreichung sind u. a. das Alter. Die Winzer dürfen maximal 35 Jahre sein.

## Ermittlung der Gewinner
In den Publikumskategorien (Weinhotel, Weinrestaurant und Newcomer Winzer) stellen sich 3 Kandidaten (ausgewählt und bewertet von den Experten bzw. der Fachjury) der Online- bzw. SMS-Abstimmung durch das Publikum. Das Online-Voting beginnt ca. 1 Monat vor der Gala und die Stimmenabgabe per SMS ist am Abend der Gala für ca. 1 Stunde möglich. In den Expertenkategorien (Trendsetter-Winzer, Sommellerie und Lebenswerk) gehen die Gewinner aus dem Experten-Ranking hervor.

## Die Preisträger
2010
- Annemarie Deutsch, Newcomer-Winzerin
- Michael Fözö, Kategorie Sommellerie
- Gastwirtschaft Flo, Kategorie Gastronomie
- Hotel Steirerhof Bad Waltersdorf, Kategorie Hotellerie
- Alois Kracher posthum für sein Lebenswerk

2011
- Birgit Wiederstein, Newcomer-Winzerin
- Ines Hofstadler, Kategorie Sommellerie
- Vinarium Bittermann, Kategorie Gastronomie
- Landhotel Forsthof, Kategorie Hotellerie
- ÖkR Ing. Franz Mayer für sein Lebenswerk[9]

2012
- Nicole Bannert, Newcomer-Winzerin
- Alexander Koblinger, Kategorie Sommellerie
- Gut Purbach, Kategorie Gastronomie
- Hotel Rathaus Wein & Design, Kategorie Hotellerie
- Anton Kollwentz für sein Lebenswerk

2013
- Wolfgang Hagn, Newcomer-Winzer
- Andreas Jechsmayr Kategorie Sommellerie
- Peter Veyder-Malberg, Trendsetter-Winzer
- Restaurant Bauer, Kategorie Weinrestaurant
- Burg Vital Resort, Kategorie Weinhotel
- Ernst Triebaumer für sein Lebenswerk

2014
- Gerald Waltner, Newcomer-Winzer
- Hermann Botolen, Kategorie Sommellerie
- Alwin Jurtschitsch, Trendsetter-Winzer
- Hotel & Restaurant Obauer, Kategorie Weinrestaurant
- Arlberg Hospiz Hotel, Kategorie Weinhotel
- Franz Xaver Pichler für sein Lebenswerk

2015
- Johannes Berger, Newcomer-Winzer
- Steve Breitzke, Kategorie Sommellerie
- Christoph Wachter, Trendsetter-Winzer
- Pub Klemo (Tracy & Robert Brandhofer), Kategorie Weinrestaurant
- Seehotel „Das Traunsee“, Wolfgang Gröller, Kategorie Weinhotel
- Manfred Tement für sein Lebenswerk

2016
- Das Central, Sölden, Kategorie Weinhotel
- Armin Tement, Kategorie Trendsetter
- Franz Hirtzberger für sein Lebenswerk
- Suvad Zlatic, Kategorie Sommellerie
- Steira Wirt, Kategorie Weinrestaurant
- Johann Gisperg Jun., Newcomer-Winzer